# Leroy (prénom)
Pour les articles homonymes, voir Leroy.
Cette page présente le prénom Leroy ainsi que ses variantes.
Leroy est un nom de famille utilisé comme prénom dans les pays anglo-saxons, ainsi qu'en France depuis la fin du XXe siècle.

## Étymologie
Leroy vient de Le roi.

## Variante
Le prénom Leeroy est une variante de Leroy.

## Popularité
Leroy est un prénom très rare en France. Aux États-Unis, il est plus répandu.